# 伊萬尼夫齊 (伊凡諾-法蘭科夫斯克州)
48°34′33″N 24°50′33″E / 48.57583°N 24.84250°E
伊萬尼夫齊（羅馬化：Ivanivtsi）是烏克蘭的村落，位於該國西部伊萬諾-弗蘭科夫斯克州，由科洛梅亞區負責管轄，面積12.3平方公里，2001年人口1,334，人口密度每平方公里108.6人。